# Bulgap-myeon
Bulgap-myeon (koreanska: 불갑면) är en socken i kommunen Yeonggwang-gun i provinsen Södra Jeolla i den sydvästra delen av Sydkorea, 270 km söder om huvudstaden Seoul. 